# 凱蒂·庫瑞克
凱蒂·庫瑞克（1957年1月7日—），自2006年9月5日起擔任美國CBS晚間新聞的主播及總編輯，同時也成為美國史上第一位獨自播報晚間新聞的女主播，在美國新聞界寫下嶄新的一頁。除了播報晚間新聞之外，凱蒂·庫瑞克亦將為該台知名節目《60分鐘》供稿，並且主播CBS黃金時段的特別報導。
在跳槽CBS之前，凱蒂·庫瑞克以主播NBC的《今天》（Today，晨間新聞）長達15年而聞名，並且亦將NBC晨間新聞鞏固在同時段收視第一的寶座多年。

## 伸延閱讀
- Klein, Edward, , New York: Crown, 2007, ISBN 978-0-307-35351-1
- Weller, Sheila (2015). The News Sorority: Diane Sawyer, Katie Couric, Christiane Amanpour—and the (Ongoing, Imperfect, Complicated) Triumph of Women in TV News.

## 外部連結
- 官方网站 （英文）
- 凱蒂·庫瑞克的X（前Twitter）
- 凱蒂·庫瑞克在互联网电影资料库（IMDb）上的資料（英文）
- C-SPAN內的頁面（英文）